# Xã Lynn, Quận Sioux, Iowa
Xã Lynn (tiếng Anh: Lynn Township) là một xã thuộc quận Sioux, tiểu bang Iowa, Hoa Kỳ. Năm 2010, dân số của xã này là 317 người.